# Mountainaire, Arizona
Mountainaire je naseljeno područje za statističke svrhe u američkoj saveznoj državi Arizona. Prema popisu stanovništva iz 2010. u njemu je živjelo 1,119 stanovnika.